# Lederer Béla
Lederer Béla (Pest, 1860. november 19. – Budapest, 1903. december 7.) magyar történész, publicista, államtudományi doktor.

## Élete
Lederer Bernát (1814–1881) birtokos, nagykereskedő, az Országos Izraelita Tanítóegylet alapítója és Sváb (Schwab) Mária fia. Iskoláit szülővárosában végezte. Egyetemi hallgatóként két ízben nyert pályadíjat: 1879-ben földrajzit és 1880-ban magánjogit. Miután államtudományi doktori oklevelet nyert, három évig Párizsban folytatta tanulmányait; ahonnét az École libre des sciences politiques diplomáját hozta haza. Később Budapesten élt mint birtokos magánzó.
Számos értekezést, tanulmányt és bírálatot írt az államtudományok és a modern história köréből a Századokba (1881. könyvism., 1897.), a Budapesti Szemlébe (1896., 1898); írt még a Vasárnapi Ujságba, Magyar Igazságügybe sat. L. B. jegy alatt; németül csak elvétve írt egy-egy rövid cikket; többet tett közzé francia nyelven, így a Revue Historiqueben több magyar történelmi munkát ismertetett és a La vie politique à l'étranger című évkönyvben is ő írta a Magyarországi eseményekre vonatkozó fejezeteket (1889-1891. Ezen névtelen cikkeket a németországi lapok is lefordították.)
Fiatalon, 43 évesen hunyt el. A Salgótarjáni utcai zsidó temetőben helyezték örök nyugalomra. Síremlékét Lajta Béla tervezte.

## Munkái
- A ministeri cabinet közjogi helyzete. Alkotmány-politikai tanulmány. Budapest, 1886. (Lőrincz Béla néven)
- Gróf Andrássy Gyula beszédei, kiadta ... Budapest, 1891, 1893, két kötet (I. 1847-68., Ism. Budap. Szemle és L. válasza. II. 1869-71. két arczk. gróf Andrássy Gyula megbízásából ennek írásbeli hagyatékának és szóbeli közléseinek felhasználásával. A munka négy kötetre van tervezve.) Első kötet Második kötet
- A politikai tudomány története az erkölcstanhoz való viszonyában. Janet Paul után fordította Lőrincz Béla (Budapest, 1891-1892, három kötet)

- Léderer Béla összegyűjtött munkái. I–IV. kötet. (8-r.) Budapest, 1906, Franklin Társulat[6]
  - I. kötet. Tanulmányok (305. l.)
  - II. kötet. Könyvbirálatok (451 l.)
  - III. kötet. Fordítások. Vegyesek (367 l.)
  - IV. kötet. Idegen nyelveken megjelent munkák (269 l.)